# American Bridge
L' American Bridge Company est une société d'ingénierie civile spécialisée dans la construction et la rénovation de ponts et d'autres grands projets de l'ingénierie civile, fondée en 1900.
Son siège est à Coraopolis dans la banlieue de Pittsburgh.